# Blicca bjoerkna
Blicca bjoerkna és una espècie de peix cipriniforme de la família dels ciprínids.

## Morfologia
- Els mascles poden assolir 36 cm de longitud total[2] i 1.000 g de pes.[3]
- Nombre de vèrtebres: 39-40.[4]

## Reproducció
Té lloc entre maig i juliol.

## Alimentació
Els alevins mengen zooplàncton i els adults petits invertebrats bentònics, larves d'insectes i plantes.

## Depredadors
A Hongria és depredat per Sander lucioperca.

## Hàbitat
És un peix demersal i de clima temperat (4 °C-20 °C).

## Distribució geogràfica
Es troba a Europa: des de França fins als Urals (llevat d'Itàlia, Grècia i el territori de l'antiga Iugoslàvia).